# Joseph Buttler
Joseph Buttler (Redwood City, 6 juni 1967) is een Amerikaans acteur en zanger. Hij heeft rollen gehad in onder andere iCarly, Boston Legal en King's Echo. Hij is zanger van de band The Stardust Ramblers.

## Filmografie
- iCarly (2007-2008)
- Six Steps to Success (2008)
- McBride: Dogged (2007)
- Boston Legal (2007)
- General Hospital (2006)
- Medium (2006)
- Everybody Hates Chris (2005)
- King's Echo (2005)